# Johannes Sebenius
Johannes Sebenius, född augusti 1656 i Säby församling, Västmanlands län, död 3 maj 1737 i Torsångs församling, Kopparbergs län, var en svensk präst.

## Biografi
Johannes Sebenius föddes 1656 i Säby församling Han var son till hemmansägaren och postföraren Anders Jönsson och Karin Göransdotter. Sebenius blev student vid Västerås trivialskola och Västerås gymnasium. Han 1676 student vid Kungliga akademien i Åbo och 1677 student vid Uppsala universitet. Sebenius prästvigdes 19 juli 1682. Han blev i maj 1699 kyrkoherde i Torsångs församling. Sebenius avled 1737 i Torsångs församling.

## Familj
Sebenius gifte sig första gången 1682 med Anna Lundius (1663–1698). Hon var dotter till kyrkoherden Martinus Petri Lundius och Magdalena i Barkarö församling. De fick tillsammans barnen Brita Sebenia som var gift med kopparsmeden J. Nyman i Avesta, Christina Sebenia som var gift med bokhållaren Öland, Magdalena Sebenia som var gift med bergsmannen Anders Nilsson i Gunsarvet, domkyrkosysslomannen Johan Sebenius i Västerås och ytterliga fyra barn.
Sebenius gifte sig andra gången 1699 med Anna Nohrmoraeus (död 1701). Hon var dotter till kyrkoherden Andreas Nohrmoræus och Christina Troilius i Mora församling. Anna Nohrmoraeus Hade tidigare varit gift med kyrkoherden Andreas Olai Hellenius i Torsångs församling. Nohrmoraeus och Sebenius fick tillsammans barnen Maria Sebenia som var gift med sadelmakaren J. Beronius i Säters stad, kyrkoherden Andreas Sebenius i Grythyttans församling och Elisabeth Sebenia som var gift med gravören Johan Wikman i Avesta.
Sebenius gifte sig tredje gången 1703 med Anna Wallman (1678–1731). Hon var dotter till kyrkoherden Andreas Wallman och Brita Göransdotter i Sundborns församling. De fick tillsammans barnen kyrkoherden Carl Sebenius i Karlskrona, kollegan Georg Sebenius i Falun, Sara Sebenia som var gift med kyrkoherden Johannes Pratenius i Vika församling, direktören Pehr Sebenius i Norrtälje, bruksdirektören Samuel Sebenius, Anna Sebenia som var gift med borgmästaren Olof Schwan i Säter och ytterligare två barn.